# Goccia (EP)
Goccia è il primo EP della cantante italiana Cristina Donà, pubblicato nel giugno del 2000 dalla Mescal.

## Il disco
Il brano Goccia, che dà il titolo all'EP, è estratto dal secondo album di Cristina Donà, Nido, e presenta la partecipazione straordinaria di Robert Wyatt. Il testo è della stessa Donà, mentre la musica è stata scritta da lei insieme a Manuel Agnelli..
La musica di Fireworks è di Giovanni Ferrario, del gruppo Micevice, mentre Cristina Donà ha scritto il testo in inglese con la collaborazione del marito, lo scrittore e traduttore Davide Sapienza; questo brano è presente nell'album dei Micevice Bipolars of the world unite cpl.
Terra blu è una ninna nanna ed è il primo brano pubblicato da Cristina Donà, nella raccolta Matrilineare del 1996, progetto curato dal Consorzio Produttori Indipendenti; il testo e la musica sono di Cristina Donà.
Genesis è una cover di Jorma Kaukonen.
Nella versione originaria, pubblicata nel 2000, questo disco conteneva la traccia video di Goccia. Il video è stato girato in Inghilterra, sulla costa orientale, e vi compare anche Robert Wyatt.

## Tracce
1. Goccia – 4:12
2. Fireworks – 4:45
3. Terra blu – 4:38
4. Genesis – 4:44

## Musicisti
- Cristina Donà - voce; cori e chitarra folk (traccia 1); ovetto e tromba (traccia 4)

Altri musicisti
- Robert Wyatt - voce, cornetta, percussioni vocali, fischio e cori (traccia 1) (ospite speciale)
- Manuel Agnelli - chitarra folk, organo Hammond + corde di pianoforte (traccia 1); pianoforte (traccia 3)
- Cristian Calcagnile - boleroria (traccia 1)
- Dario Ciffo - violino e otoack (traccia 3)
- Lorenzo Corti - chitarra elettrica (traccia 2)
- Max Costa - programmazione (traccia 1)
- Davide Covelli - chitarra elettrica  e barlock (tracce 3 e 4); chitarra folk (traccia 4)
- Marco Ferrara - basso (traccia 1)
- Giovanni Ferrario - pianoforte, basso e percussioni (traccia 2)
- Michela Manfroi - organo Hammond e pianoforte (traccia 2)